# Robert Griess

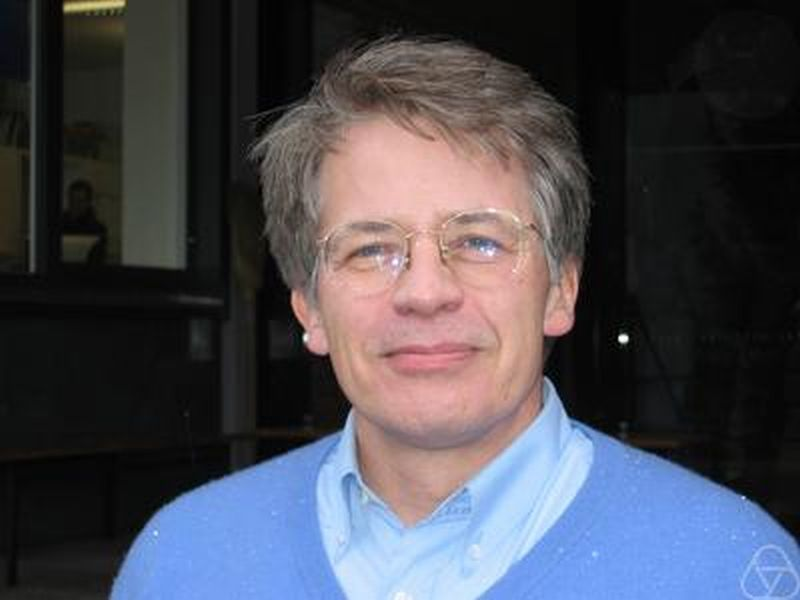
Robert Griess

Robert L. Griess, Jr. (Savannah, Georgia), 1945 - ) is een Amerikaans wiskundige, die binnen de groepentheorie aan eindige enkelvoudige groepen werkt. Hij construeerde de zogenaamde monstergroep, waarbij hij gebruik maakte van de Griess-algebra. Griess werd in 1981 professor wiskunde aan de Universiteit van Michigan. Hij spreekt vloeiend Engels, Frans en Duits.  